# Самсонов, Павел Алексеевич
Па́вел Алексе́евич Самсо́нов (27 мая 1909, д. Удельный Шумец, Нижегородская губерния, Российская империя — 16 февраля 1988, Йошкар-Ола, Марийская АССР, СССР) — советский архитектор и общественно-политический деятель. Министр коммунального хозяйства Марийской АССР (1951—1952), начальник Управления по делам строительства и архитектуры при Совете Министров МАССР (1952—1956). Председатель исполкома Йошкар-Олинского городского Совета депутатов трудящихся (1956—1965). Главный архитектор г. Йошкар-Олы (1966—1977) — специалист, определивший архитектурный облик столицы Марийской республики во II-й половине XX века. Заслуженный архитектор РСФСР (1969). Почётный гражданин Йошкар-Олы (1977). Участник Великой Отечественной войны.

## Биография
Родился 27 мая 1909 года в деревне Удельный Шумец Нижегородской губернии (ныне деревня Удельная Юринского района Республики Марий Эл) в русской крестьянской семье.
В 1926 году начал трудиться учеником-десятником по лесозаготовкам и сплаву Старостекольного завода Юринского района. С 1930 года — студент архитектурно-строительного факультета Всесоюзного учебного комбината в г. Ленинграде. По его окончании в 1935 году стал помощником главного инженера Марийского строительного треста.
В 1938 году был назначен на должность начальника архитектурно-проектной мастерской г. Йошкар-Олы. В 1937 году участвовал в завершении строительства Дома Советов по проекту А. З. Гринберга (ныне корпус «А» Марийского государственного университета). В 1940 году архитектурно-проектная мастерская завершила работы по возведению здания Марийского государственного педагогического института имени Н. К. Крупской, строительство которого велось с 1933 года.
В 1935—1937 годах П. А. Самсонов служил в Красной Армии. С ноября 1941 года — участник Великой Отечественной войны: воевал на Западном, Центральном, 1-м Украинском фронтах, был политруком сапёрного батальона, заместителем командира по политчасти. Выполняя работу парторга, неоднократно руководил наведением переправ, для ускорения инициировал оригинальные инженерные решения. Дослужился до майора. Был ранен, контужен.
После демобилизации в 1946 году вернулся в Йошкар-Олу и стал начальником проектной мастерской Министерства коммунального хозяйства Марийской АССР. В 1948—1951 годах учился в Московском архитектурном институте. С 1951 года — министр коммунального хозяйства Марийской АССР, с 1952 года — начальник Управления по делам строительства и архитектуры при Совете Министров МАССР. С апреля 1956 года по декабрь 1965 года — председатель Йошкар-Олинского городского Совета депутатов трудящихся. Главный архитектор г. Йошкар-Олы (1966—1977).
Был одним из авторов и руководителей строительства объектов, сформировавших архитектурный облик г. Йошкар-Олы во II половине XX века: комплекс лечебных корпусов республиканской больницы, здание Марийского драматического театра им. М. Шкетана, второй учебный корпус Марийского политехнического института им. М. Горького, группа жилых домов по улице Советской, проект планировки и застройки центральной площади Йошкар-Олы — площади им. В. И. Ленина. Является архитектором памятников классикам марийской литературы С. Г. Чавайну и Я. П. Майорову-Шкетану. Одна из его важнейших заслуг — участие в разработке генеральных планов застройки г. Йошкар-Олы 1956 и 1968 годов. Регулярно выступал с лекциями перед населением по архитектуре и застройке марийской столицы.
В 1960 году была издана его книга «Йошкар-Ола — столица Марийской АССР». В 1970 году вышла в свет книга «Город на Кокшаге».
Совместным решением Йошкар-Олинского горкома КПСС и исполкома Йошкар-Олинского городского Совета народных депутатов от 10 ноября 1977 года «за плодотворную работу по градостроительству города Йошкар-Олы и многолетнюю, активную работу в советских органах» П. А. Самсонову было присвоено звание «Почётный гражданин города Йошкар-Олы».
Скончался 16 февраля 1988 года в Йошкар-Оле, похоронен на Туруновском кладбище Йошкар-Олы.

## Общественно-политическая деятельность
19 раз избирался депутатом Йошкар-Олинского городского Совета (II—XVI созывы: 1947—1980, XVIII—XXI созывы: 1982—1993). С мая 1956 по декабрь 1965 года был председателем исполкома Йошкар-Олинского городского Совета депутатов трудящихся. Дважды избирался депутатом Верховного Совета Марийской АССР (V и VI созывы: 1959—1967), был заместителем Председателя Президиума Верховного Совета МАССР.
Член Союза архитекторов СССР, председатель Марийской республиканской организации Союза архитекторов СССР. Избирался делегатом на Международный конгресс архитекторов и съезды архитекторов СССР.

## Звания и награды
- Заслуженный архитектор РСФСР (1969)[2]
- Почётный гражданин города Йошкар-Олы (1977)[2]
- Орден Трудового Красного Знамени[2]
- Орден Красного Знамени (30.10.1942; 24.08.1944)[4]
- Орден Отечественной войны I степени (27.11.1943)[4]
- Орден Отечественной войны II степени (6.04.1985)[4]
- Орден Богдана Хмельницкого III степени (был представлен к ордену Суворова III степени) (09.06.1945)[4]
- Медаль «За победу над Германией в Великой Отечественной войне 1941—1945 гг.» (09.05.1945)[4]
- Медаль «За освобождение Праги» (09.06.1945)[4]
- Медаль «За взятие Берлина» (09.06.1945)[4]
- Медаль «За доблестный труд. В ознаменование 100-летия со дня рождения Владимира Ильича Ленина» (1970)[8]
- Почётные грамоты Президиума Верховного Совета РСФСР (1960, 1965)[8][5]
- Почётные грамоты Президиума Верховного Совета Марийской АССР (1941, 1957, 1959, 1967, 1975)[8][5]

## Память
- Постановлением мэра г. Йошкар-Олы от 4 октября 1999 года № 2905 одной из улиц в микрорайоне Звёздный марийской столицы присвоено имя архитектора П. А. Самсонова[2].
- В Йошкар-Оле на доме № 147 по улице Советской, где жил архитектор, установлена мемориальная доска. Её открытие состоялось 22 ноября 2001 года[2].